# The Tubes
The Tubes ist eine US-amerikanische Rockband aus San Francisco, die durch eine extravagante Bühnenshow auf sich aufmerksam machte und ihre größten Erfolge Ende der 1970er Jahre hatte.

## Geschichte
The Tubes entwickelten sich aus einer Gruppe von Schulfreunden aus Phoenix (Arizona), die dort bereits die Bands The Beans und The Red, White and Blues Band gegründet hatten. 1969/70 zogen die Gruppenmitglieder nach Los Angeles und die beiden Vorgängerbands verschmolzen zu The Tubes. Die Besetzung zum Zeitpunkt der Gründung war: Fee Waybill (John Waldo Waybill, Gesang), Re Styles (Shirley MacLeod, Gesang), Bill „Sputnik“ Spooner (Gitarre, Gesang), Roger Steen (Gitarre), Prairie Prince (Charles L. Prince, Schlagzeug), Michael Cotten (Synthesizer), Vince Welnick (Piano) und Rick Anderson (Bass).
Der musikalische Kopf der Gruppe war Bill Spooner, der die Songs schrieb und mit Michael Cotten und Prairie Prince die Bühnenshows konzipierte. Sänger Fee Waybill schuf für jeden Titel eine Bühnenfigur und erschien in unzähligen Verkleidungen. Die Gruppe erregte Aufmerksamkeit auch durch ihre extravagante Bühnenshow mit intelligentem Musiktheater. Zum Stück Smoke tanzten beispielsweise riesige Zigaretten auf der Bühne; die Band trug Kostüme, die gleichermaßen an Clowns und Bondage erinnerten und die Glamrocker der Zeit persiflierten, das Publikum wurde aktiv mit eingebunden usw. Das erste, gleichnamige Album der Gruppe enthielt quasi die kompletten Songs der frühen Bühnenshows und wurde 1975 von Al Kooper für A&M Records produziert. Der enthaltene Titel White Punks on Dope sollte zum bekanntesten Stück der Tubes werden, in deutschsprachigen Ländern insbesondere in einer Coverversion von Nina Hagen von 1978 (TV-Glotzer).
1976 folgte das zweite, von Ken Scott produzierte Album Young and rich, dessen ausgekoppelte Single Don´t touch me there zum ersten Hit der Gruppe werden sollte. Beim dritten Album Now von 1977 wirkte der ehemalige Percussionist von Santana, Mingo Lewis, mit, ebenso auf dem nachfolgenden Livealbum What do you want from live. Das vierte Studioalbum Remote Control von 1978 wurde von Todd Rundgren als medienkritisches Konzeptalbum produziert. Sängerin Re Styles verließ 1978 die Band und heiratete 1979 den Schlagzeuger Prairie Prince.
Anfang der 1980er Jahre kamen die Tubes aufgrund ihrer kostspieligen Shows in finanzielle Bedrängnis. Nach dem Wechsel zu Capitol Records wurden die Shows verschlankt und die Gruppe versuchte sich mehr als Rockband denn als Showband zu positionieren. Das nächste Konzeptalbum The Completion Backward Principle (1981), produziert von David Foster, zeigte die vormals sich gerne langhaarig und wild gebende Band nun als gepflegte Geschäftsleute. Die erste Single aus TCBP war Talk To Ya Later. Aus dem nachfolgenden Album Outside Inside (1983) wurde der Hit She´s a beauty ausgekoppelt.
Bei den Aufnahmen zu dem abermals von Todd Rundgren produzierten Album Love Bomb (1985) verließ Fee Waybill zugunsten einer Solokarriere die Band und wurde durch David Killingsworth am Gesang ersetzt. Der Erfolg der Band brach jedoch stark ein und weder das neue Album noch die Soloscheibe von Waybill fanden größere Beachtung. Im Zuge dessen verließ auch Michael Cotten die Band. Die Tourneen der restlichen Besetzung in den Jahren 1987 und 1989 waren ebenfalls nur minder erfolgreich.
1990 ersetzte Gary Campra den zu den Grateful Dead wechselnden Pianisten Vince Welnick, im Anschluss fand Fee Waybill wieder als Sänger zur Gruppe, worauf jedoch Gitarrist Bill Spooner ausstieg. 1993 erfolgte erstmals eine Tournee der Band ohne Bühnenshow. 1996 folgte ein neues Album Genius of America sowie ein weiteres Soloalbum von Fee Waybill. Bis heute finden regelmäßig Konzerte der Tubes statt, 2005 erschien das Livealbum Wild in London.
Bill Spooner tritt gelegentlich mit der Band The Folk-Ups im Vorprogramm der Tubes auf. Prairie Prince hat neben seiner Tätigkeit bei den Tubes auch als Schlagzeuger bei zahlreichen anderen Bands und Musikern mitgewirkt, u. a. XTC, Brian Eno und Tom Waits.
Die ehemalige Sängerin Re Styles starb am 17. April 2022 im Alter von 72 Jahren.

## Rezeption
Die Tubes verbanden in der klassischen Phase der Band in der zweiten Hälfte der 1970er Jahre Musiktheater, Progressive Rock und New Wave auf einzigartige Weise. Optisch und musikalisch zählten sie zur Avantgarde der damaligen Musikszene, und abgesehen von ihren opulenten Bühnenshows beeindruckten sie auch mit zwei Schlagzeugern und (sobald Waybill ebenfalls zur Gitarre oder einer Attrappe griff) mit vier elektrischen Gitarren auf der Bühne, die von Cottens futuristischem Synthesizer-Spiel begleitet wurden. Viele Tubes-Texte haben sozial- oder medienkritische Inhalte (TV is king, Proud to be an American, What do you want from life, Mr. Hate), andere sind reich an Ironie und Humor. Da die Tubes 1975 den Titel White Punks on Dope veröffentlicht haben (ein bissiger Hieb auf reiche Versager), werden sie fälschlicherweise häufig dem Punk zugeordnet. Mit viel Selbstironie nahmen die Tubes auf ihrem 1978 veröffentlichten Livealbum mit dem Titel I was a Punk before you were a Punk dazu Stellung, dass der 1975 von ihnen verwendete Ausdruck sich inzwischen zum Synonym einer Jugendbewegung entwickelt hatte.

## Mitglieder

### Aktuelle Besetzung (Stand 2012)
- Fee Waybill (Gesang) * 17. September 1949 in Omaha, Nebraska
- Roger Steen (Gitarre) * 13. November 1949 in Pipestone, Minnesota
- Prairie Prince (Schlagzeug) * 7. Mai 1950 in Charlotte, North Carolina
- David Medd (Keyboard) * 17. September 19?? in Alameda, Kalifornien

### Ehemalige Mitglieder
- Bill „Sputnik“ Spooner (Gitarre, Gesang) * 16. August 1949
- Michael Cotten (Synthesizer)
- Vince Welnick (Piano) * 21. Februar 1951; † 2. Juni 2006
- Re Styles (Gesang) * 30. März 1950 in den Niederlanden; † 17. April 2022
- Trey Sabatelli (Schlagzeug) * 3. November 19?? in Albany, New York
- Gary Cambra (Piano) * 24. April 19?? in Walnut Creek, Kalifornien
- Jane Dornacker (Gesang) † 22. Oktober 1986
- Rick Anderson (Bass) * 1. August 1947 in St. Paul, Minnesota, † 2022

## Diskografie (Auswahl)
- 1975 – The Tubes (A&M)
- 1976 – Young & Rich (A&M)
- 1976 – The Tubes in Concert (Darted in my own armchair (bootleg)) (aufgenommen 1976 in Los Angeles)
- 1977 – Now (A&M)
- 1978 – What Do You Want From (Live) (A&M)
- 1979 – Remote Control (A&M)
- 1981 – T.R.A.S.H. (A&M)
- 1981 – Completion Backward Principle (Capitol Records/EMI) (Erstes Album mit den Röhren auf dem Cover)
- 1983 – Outside Inside (Capitol Records/EMI)
- 1985 – Love Bomb (Capitol Records/EMI)
- 1987 – Attack of the Tubes (Capitol Records)
- 1991 – Best of the Tubes (1981–1987) (Kanada)
- 1996 – Genius of America (selfproduced)
- 1992 – Best of the Tubes (Capitol Records)
- 1996 – Goin’ Down (Compilation) (A&M)
- 1999 – Hoods from Outer Space (New Recordings) [Brilliant UK]
- 2000 – White Punks on Dope (Compilation CD [Spectrum Music] UK)
- 2005 – The Best of the EMI Years (1981–1983)